# シタデル、サン＝スーシ城、ラミエール国立歴史公園
シタデル、サン＝スーシ城、ラミエール国立歴史公園は、ユネスコの世界遺産登録物件の一つである。2019年の第43回世界遺産委員会終了時点では、ハイチ唯一の世界遺産でもある。

## 概要
登録名が表すように、国立歴史公園内に残る、シタデル、サン＝スーシ城と、その他の遺跡群が対象となっている。

### シタデル

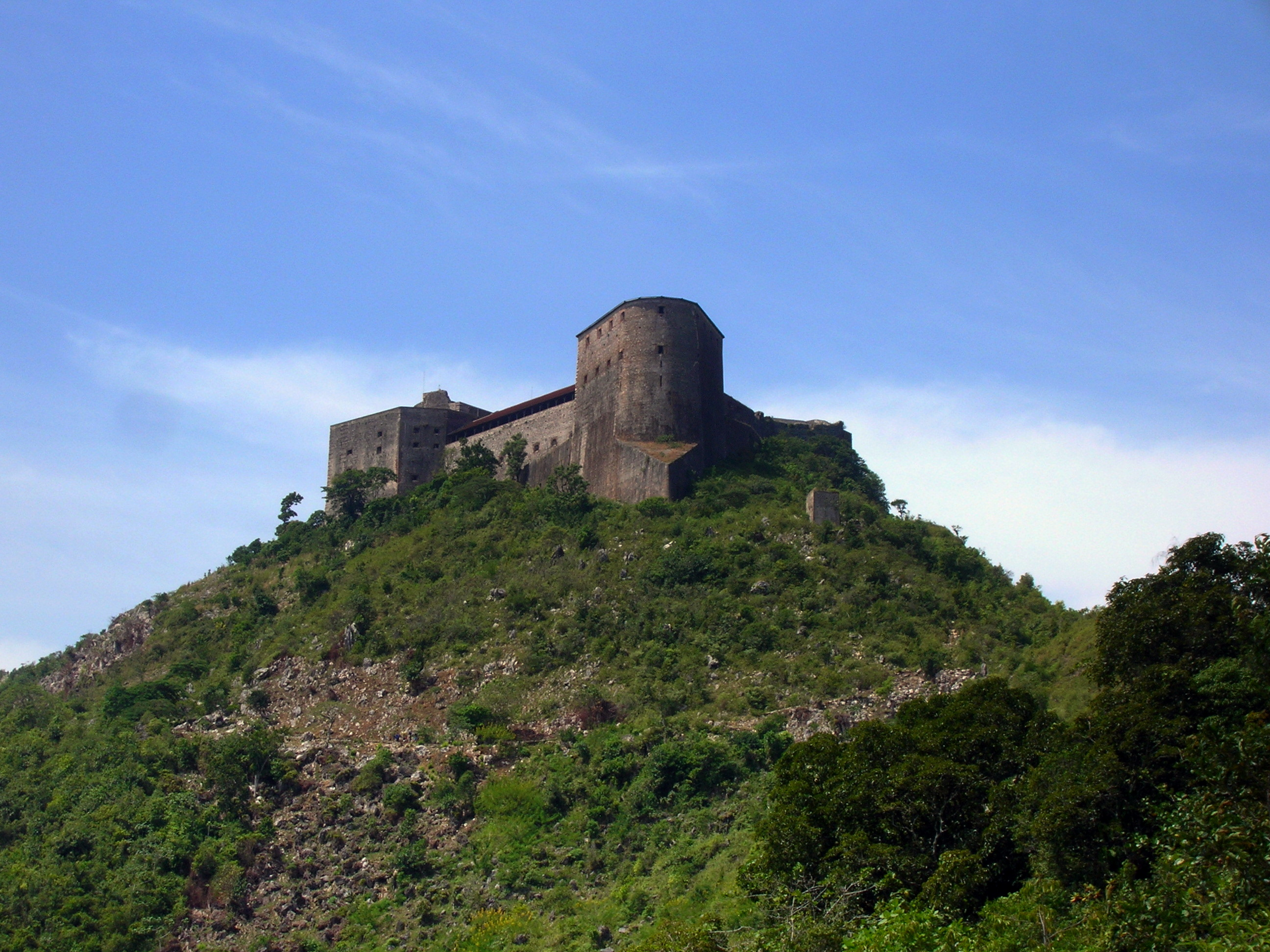
シタデル・ラフェリエール

シタデルは、1805年から1817年にかけて標高 970 m のラフェリエール山の頂に建造された、巨大な要塞である。アンリ・クリストフ（のちのハイチ国王アンリ1世）が中心となって建造された要塞で、独立まもないハイチを再び支配下に置こうと旧宗主国のフランス軍が侵攻してくることを想定したものであった。365門の砲台と数万単位の砲弾、さらに巨大な食料庫と貯水槽も設置され、長期に及ぶ籠城戦にも堪えられるように準備されていたが、実際にフランス軍が攻めてくることはなかった。
20万人を駆使して建造させた当のアンリ・クリストフは、国内の不満の高まりを受け、完成した3年後に自殺に追い込まれた。彼が自殺したのは近隣のサン＝スーシ城であったが、亡骸はシタデルに葬られた。

### サン＝スーシ城

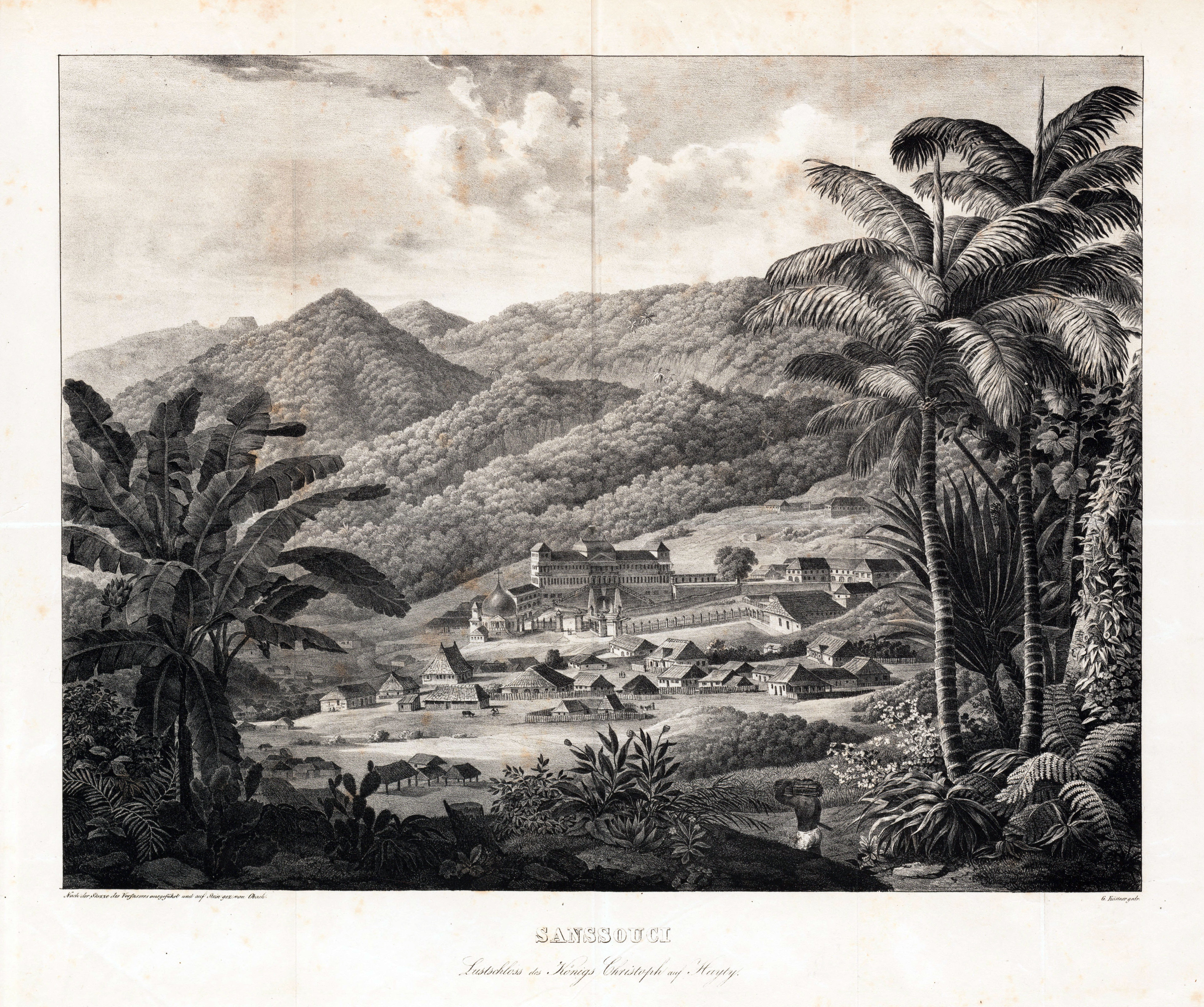
1826年に描かれたサン＝スーシ城

サン＝スーシ城（Palais Sans-Souci, サン＝スーシ宮）はハイチのアンリ・クリストフが居城とした建物である。現在の北県のミロにある。建設は1807年に始まり、1813年に完成した。サン＝スーシはフランス語で「憂いなし」を意味する。
サン＝スーシ城のモデルになったのはヴェルサイユ宮殿であり、建造にあたってバロック様式がとり入れられた。内装も高級木材や大理石などを使った豪奢なもので、フランスやイタリアから取り寄せられた建材や装飾品も用いられた。
ハイチで国王アンリ1世として君臨したアンリ・クリストフはこの城を居城としていたが、国内の不満の高まりを受けて、1820年10月8日にこの城の庭園で自殺した。ハイチの伝説では、彼は銀の小銃で黄金の弾丸を撃ちこんだという。アンリの亡骸はシタデルに葬られたが、自殺に関連してサン＝スーシ城の遺跡では亡霊が出るとうわさされた。彼の息子で王太子だったジャック＝ヴィクトル・アンリ（Jacques-Victor Henry）も、同じ年の10月18日に革命派によって銃剣で刺され、この城で歿した。
1842年にカパイシャン一帯を襲った地震で、この城も大きな損害を受けたが、再建されることはなかった。

### 国立歴史公園
ラミエールの丘には、ラテンアメリカで初の独立国となったハイチの、独立当初の建造物群が多く残っている。シタデルやサン＝スーシ城はその代表的なものである。ラミエールの丘とその周辺は1978年に国立歴史公園に指定された。この地区は同時にIUCNの分類では景観保護区とされている。

## 登録名
日本語名はいくらかの揺れがある。
- 「シタデル、サン・スーシ城、ラミエール国立歴史公園」 - ユネスコ世界遺産センター[3]、長谷川悦夫[4]
- 「ハイチの国立歴史公園:シタデル、サン・スーシ宮、ラミエ地区」 - 世界遺産検定事務局[5]
  - 世界遺産検定事務局の文献は、以前は上記の「シタデル、サン・スーシ城、ラミエール国立歴史公園」を踏襲していた[6]。
- 「国立歴史公園-シタデル、サン・スーシ、ラミエ」 - 日本ユネスコ協会連盟[7]

## 登録理由
登録にあたっては、黒人奴隷が最初に勝ち得た独立であるハイチにおいて、建国当初の姿を伝える貴重な史跡群であることなどが評価された。

### 登録基準
この世界遺産は世界遺産登録基準のうち、以下の条件を満たし、登録された（以下の基準は世界遺産センター公表の登録基準からの翻訳、引用である）。
- (4) 人類の歴史上重要な時代を例証する建築様式、建築物群、技術の集積または景観の優れた例。
- (6) 顕著で普遍的な意義を有する出来事、現存する伝統、思想、信仰または芸術的、文学的作品と直接にまたは明白に関連するもの（この基準は他の基準と組み合わせて用いるのが望ましいと世界遺産委員会は考えている）。